# Jan Machulski

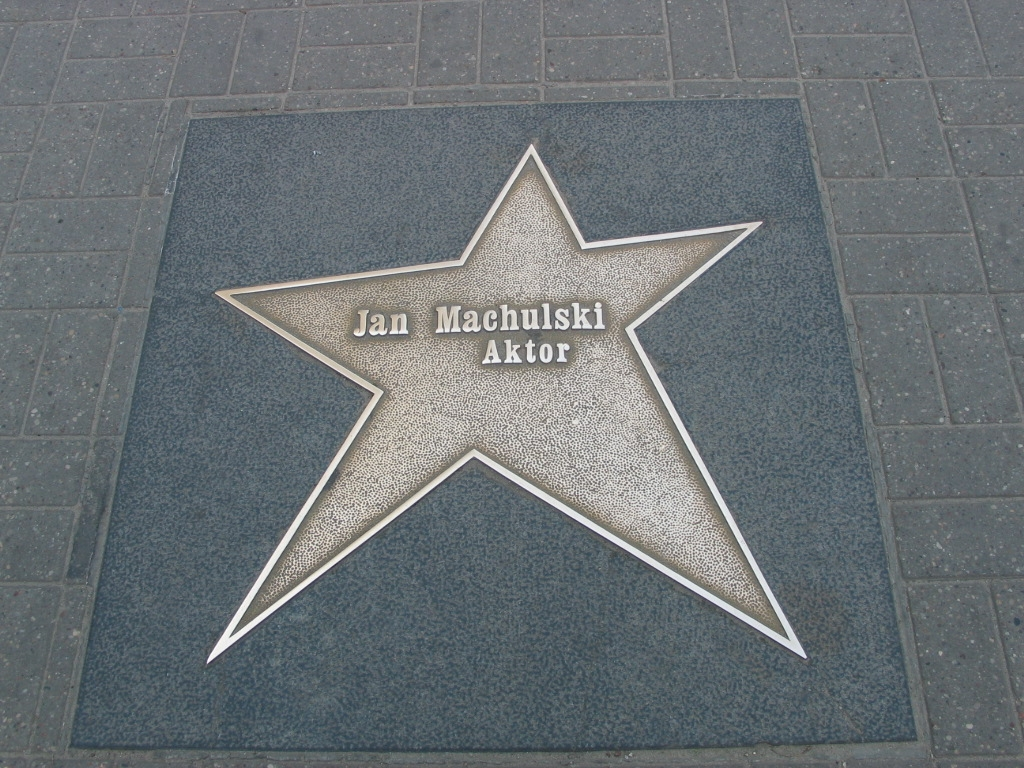
Gwiazda w łódzkiej Alei Gwiazd

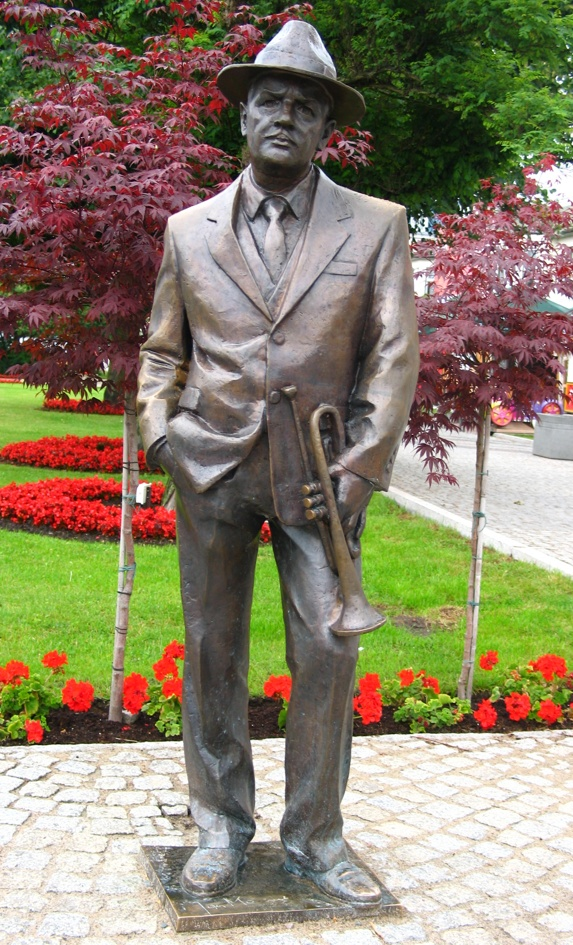
Pomnik aktora na Promenadzie Gwiazd w Międzyzdrojach

Jan Henryk Machulski (ur. 3 lipca 1928 w Łodzi, zm. 20 listopada 2008 w Warszawie) – polski aktor filmowy, teatralny i telewizyjny, profesor sztuk teatralnych, reżyser teatralny i pedagog.
Pomysłodawca Alei Gwiazd w Łodzi. Współzałożyciel Teatru Ochoty w Warszawie (1970). Pedagog PWSTTviF w Łodzi. Wieloletni dziekan Wydziału Aktorskiego tej uczelni.

## Życiorys
W 1947 ukończył Państwowe Gimnazjum i Liceum Koedukacyjne Pierwszego Stopnia w Aleksandrowie Łódzkim. Absolwent (1950) ówczesnego Państwowego Gimnazjum i Liceum im. T. Kościuszki w Łodzi (obecnie III LO w Łodzi). W 1954 ukończył studia aktorskie w Państwowej Wyższej Szkole Aktorskiej w Łodzi, a w 1971 reżyserię w Państwowej Wyższej Szkole Teatralnej w Warszawie. Trzy lata później zaczął wykładać w łódzkiej szkole filmowej, na wydziale aktorskim. Od 1963 należał do PZPR.
W 1970, razem z żoną, otworzył w Warszawie własną scenę, Teatr Ochoty – Ośrodek Kultury Teatralnej, a wkrótce potem ognisko teatralne dla dzieci i młodzieży. Machulski szefował Teatrowi Ochoty do 1996. Scena miała być miejscem edukacji młodych ludzi sztuki i miejscem spotkania twórców z publicznością. Od 1975 Teatr Ochoty występował latem w Zamościu grając sztuki szekspirowskie. Te występy stały się zalążkiem dorocznego Zamojskiego Lata Teatralnego.
Działalność pedagogiczna stała się wkrótce ważnym zajęciem Machulskiego. W 1974 rozpoczął pracę w Państwowej Wyższej Szkole Filmowej, Telewizyjnej i Teatralnej w Łodzi. W latach 1981–1983 oraz 1991–1996 był dziekanem wydziału aktorskiego tej uczelni. W 1999, wraz z żoną, otworzył prywatną Szkołę Aktorską im. Haliny i Jana Machulskich, działającą przy ASSITEJ – Międzynarodowym Stowarzyszeniu Teatrów dla Dzieci i Młodzieży. Szkoła proponuje alternatywny program kształcenia aktorów zawodowych.
Występował na scenach wielu teatrów: w latach 1954–1955 Teatr Jaracza w Olsztynie, Teatr Ziemi Opolskiej w Opolu (1955–1957), Teatr im. Juliusza Osterwy w Lublinie (1957-1963), Teatr Nowy w Łodzi (1963–1966), teatrów Polskiego oraz Narodowego w Warszawie (1966–1970).
Był założycielem m.in.: „agencji” w Teatrze Lubelskim (1961), „Sceny studyjnej” w Łodzi (1964). Zagrał ok. 120 ról teatralnych oraz ok. 45 ról filmowych.
W młodości aktywnie uprawiał sport, grając w III-ligowym klubie piłkarskim Włókniarz Aleksandrów Łódzki.
Był ambasadorem Łodzi w staraniach o tytuł Europejskiej Stolicy Kultury. 12 listopada 2008 otrzymał tytuł Honorowego Obywatela Miasta Łodzi. W latach 1986–1988 członek Społecznego Komitetu Odnowy Starego Miasta Zamościa.
Zmarł na zawał serca w warszawskim Szpitalu Bielańskim, w wieku 80 lat. 28 listopada 2008 został pochowany w Alei Zasłużonych na Cmentarzu Wojskowym na Powązkach w Warszawie (kwatera C29-tuje-5) po mszy pogrzebowej w Kościele Wizytek. Pośmiertnie prezydent Lech Kaczyński odznaczył go Krzyżem Oficerskim Orderu Odrodzenia Polski.

## Życie prywatne
W 1954 w Olsztynie zawarł związek małżeński z Haliną Brzezińską, a rok później na świat przyszedł ich syn Juliusz.
Z nieformalnego związku miał również syna Wojciecha (ur. 2003), który od 2022 roku jest rzecznikiem partii Nowa Nadzieja.

## Upamiętnienie
Imię Jana Machulskiego nosi Biblioteka Publiczna w Aleksandrowie Łódzkim oraz jedna z ulic w tym mieście. W roku 2009 doroczne Nagrody Polskiego Kina Niezależnego otrzymały imię Jana Machulskiego – kilkuletniego członka OFFowej Akademii Filmowej i laureata pierwszej Nagrody za całokształt działań na rzecz polskiego kina.
Jan Machulski jest też patronem Szkoły Podstawowej nr 174 w Łodzi.
Rzeźba naturalnej wielkości przedstawiająca J. Machulskiego w roli H. Kwinty została odsłonięta przez żonę artysty Halinę Machulską podczas XIV Międzynarodowego Festiwalu Gwiazd w Alei Gwiazd w Międzyzdrojach. Autorem dzieła jest Michał Selerowski.
6 listopada 2020, zgodnie z uchwałą rady m.st. Warszawy, założony przez aktora Teatr Ochoty otrzymał imię Haliny i Jana Machulskich w związku z jubileuszem 50-lecia teatru.
W Łodzi na ulicy Piramowicza 6 powstał mural upamiętniający Jana Machulskiego jako bohatera filmu Vabank.

## Filmografia
- Ostatni dzień lata (1958, reż. Tadeusz Konwicki)
- Wolne miasto (1958, reż. Stanisław Różewicz)
- Orzeł (1959, reż. Leonard Buczkowski)
- Drugi człowiek (1961, reż. Konrad Nałęcki)
- Daleka jest droga (1963, reż. Bohdan Poręba)
- Wyspa złoczyńców (1965, reż. Stanisław Jędryka)
- Poznańskie Słowiki (1966, reż. Hieronim Przybył)
- Sublokator (1966, reż. Janusz Majewski)
- Upiór (1967, reż. Stanisław Lenartowicz)
- Rękopis znaleziony w Saragossie (1964, reż. Wojciech Has)
- Rzeczpospolita babska (1969, reż. Hieronim Przybył)
- Album polski (1970, reż. Jan Rybkowski)
- Pogoń za Adamem (1970, reż. Jerzy Zarzycki)
- Podróż za jeden uśmiech (1971) jako Stanisław Wanatowicz, ojciec Poldka
- Akcja V (1973) jako „Kołodziej”
- Dyrektorzy (1975) jako lekarz
- Polskie drogi – serial tv (1976, reż. J. Morgenstern) jako Stefan Kozakiewicz[18]
- 07 zgłoś się (1976) jako docent Jacek Wereda
- Daleko od szosy – serial tv (1976, reż. Zbigniew Chmielewski) jako ojciec Ani
- Królowa Bona (1980) jako Wolski
- Białe tango (1981) jako Andrzej, przyjaciel Ireny (odc. 6)
- Vabank (1981, reż. Juliusz Machulski) jako Henryk Kwinto
- Vabank II, czyli riposta (1984, reż. Juliusz Machulski) jako Henryk Kwinto
- Życie wewnętrzne (1986, reż. Marek Koterski) jako teść Miauczyńskiego
- Kingsajz (1987, reż. Juliusz Machulski)
- Zabij mnie glino (1987, reż. Jacek Bromski)
- Deja vu  (1990, reż. Juliusz Machulski)
- Szwadron (1992, reż. Juliusz Machulski)
- Psy (1992, reż. Władysław Pasikowski)
- Kuchnia polska (1993) jako doktor Kozłowski
- Psy 2. Ostatnia krew (1994, reż. Władysław Pasikowski)
- Komedia amerykańska (1996, reż. Juliusz Machulski)
- Cudze szczęście (1998, reż. Mirosław Bork)
- Kiler (1997, reż. Juliusz Machulski)
- Kiler-ów 2-óch (1999, reż. Juliusz Machulski)
- Miodowe lata (2000, reż. Maciej Wojtyszko) jako Mirosław Lasak
- D.I.L. (2002, reż. Konrad Niewolski)
- Superprodukcja (2003, reż. Juliusz Machulski)
- Rodzina zastępcza (2003, reż. Wojciech Nowak)
- Vinci (2004, reż. Juliusz Machulski)
- Emilia (2005, reż. Piotr Matwiejczyk)
- Nie ma takiego numeru (2005, reż. Bartosz Brzeskot)
- 1409. Afera na zamku Bartenstein (2005, reż. Rafał Buks i Paweł Czarzasty)
- Co słonko widziało (2006, reż. Michał Rosa)
- Doręczyciel (2008, reż. Maciej Wojtyszko)
- Ostatnia akcja (2008, reż. Michał Rogalski)
- Orkiestra niewidzialnych instrumentów (2010, reż. Cezary Albin)

## Dubbing
- 1969: Zbrodniarz, który ukradł zbrodnię – naczelnik więzienia
- 2004: Scooby-Doo 2: Potwory na gigancie – Jeremiah Wickles
- 2005: Jan Paweł II

## Odznaczenia, nagrody i wyróżnienia

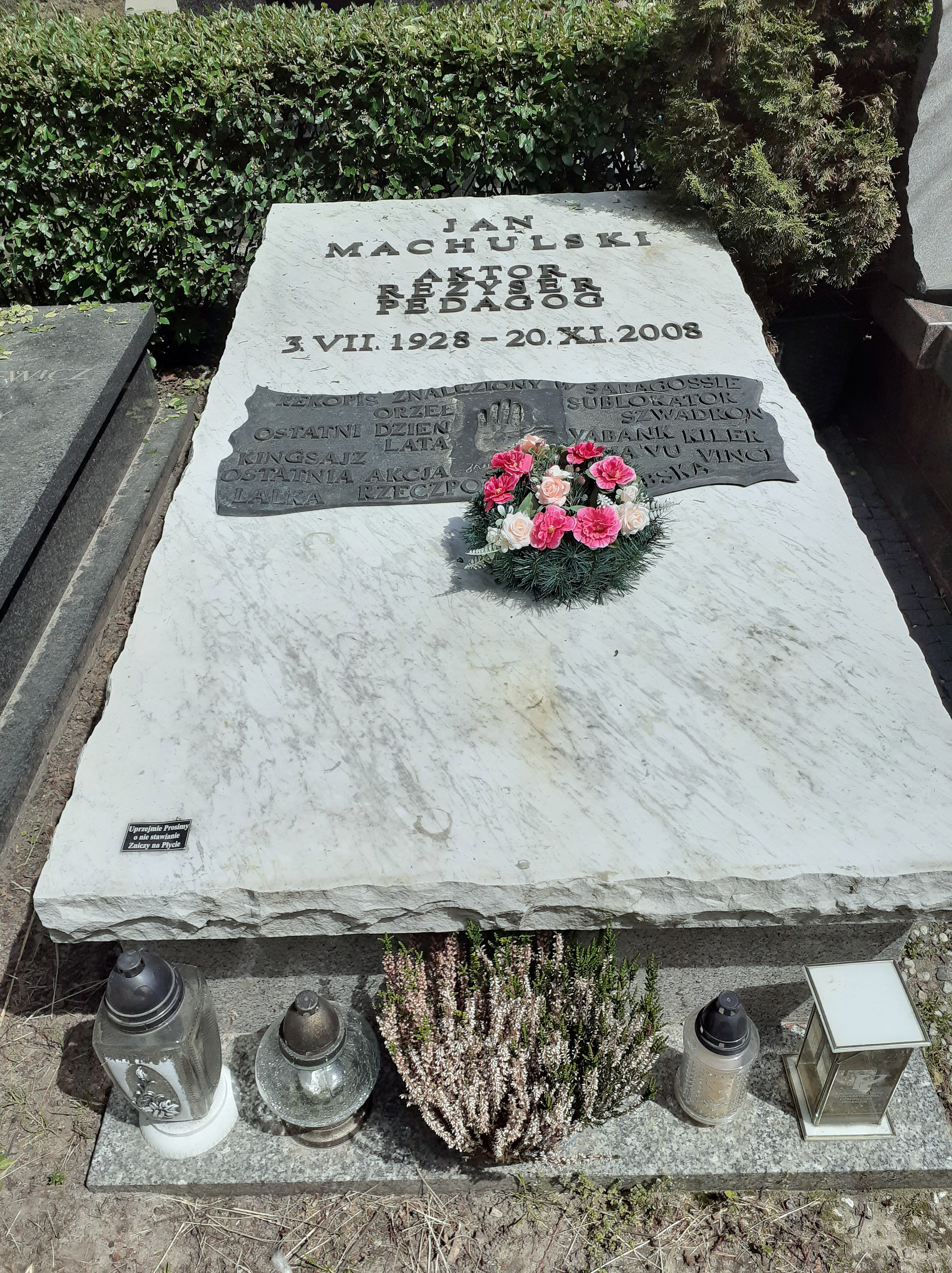
Grób Jana Machulskiego

- Krzyż Oficerski Orderu Odrodzenia Polski (2008 – pośmiertnie)[9]
- Krzyż Kawalerski Orderu Odrodzenia Polski (1998)[19]
- Złoty Krzyż Zasługi (1977)
- Medal Komisji Edukacji Narodowej (1994)
- Medal „Pro Memoria” (2008)[20]
- Nagroda Miasta Stołecznego Warszawy (1980)
- Nagroda Miasta Łodzi (2008)[21]
- Medal IV wieki stołeczności Warszawy – w dowód uznania za koncepcję i osiągnięcia Teatru Ochoty (1996)
- Nagroda „Buława hetmańska” dla spektaklu „Balladyna” w Teatrze Ochoty na XIII ZLT w Zamościu (1988)
- Nagroda „Złota Żaba” dla polskiego aktora na 11. Międzynarodowym Festiwalu Sztuki Autorów Zdjęć Filmowych „Camerimage” w Łodzi (2003)
- Nagroda „Offskar” (Nagroda Polskiego Kina Niezależnego) za całokształt twórczości i wspieranie kina offowego
- Złoty Medal „Zasłużony Kulturze Gloria Artis” (2008)[22]
- Nagroda Trybuny Ludu  (1980)[23]
- Tytuł Honorowego Obywatela Miasta Łodzi (2008)[24]
- Tytuł Honorowego Obywatela Zamościa (2000)